# بانکو سابادل

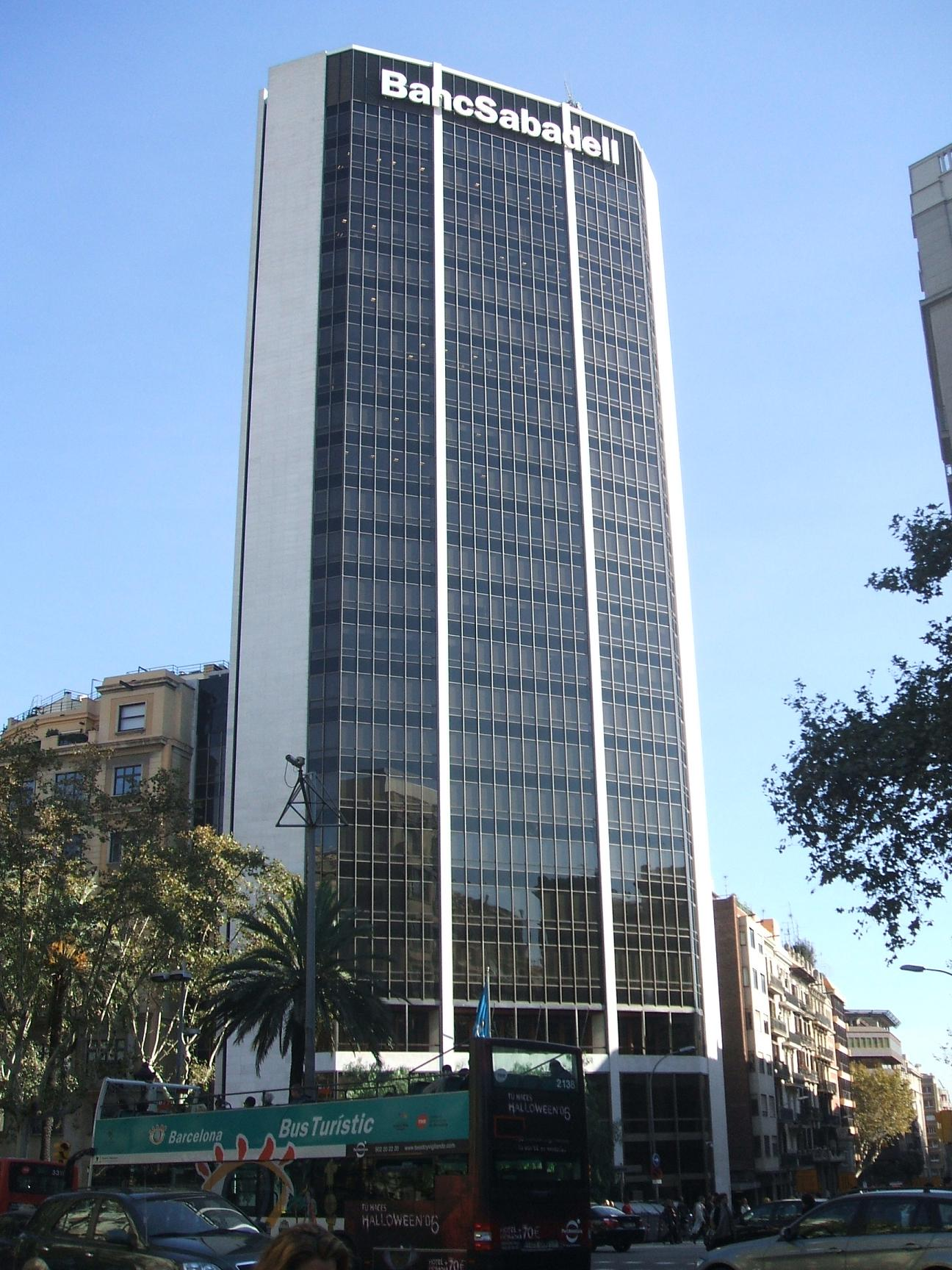
ساختمان شعبه‌ای از بانکو سابادل، در شهر بارسلون

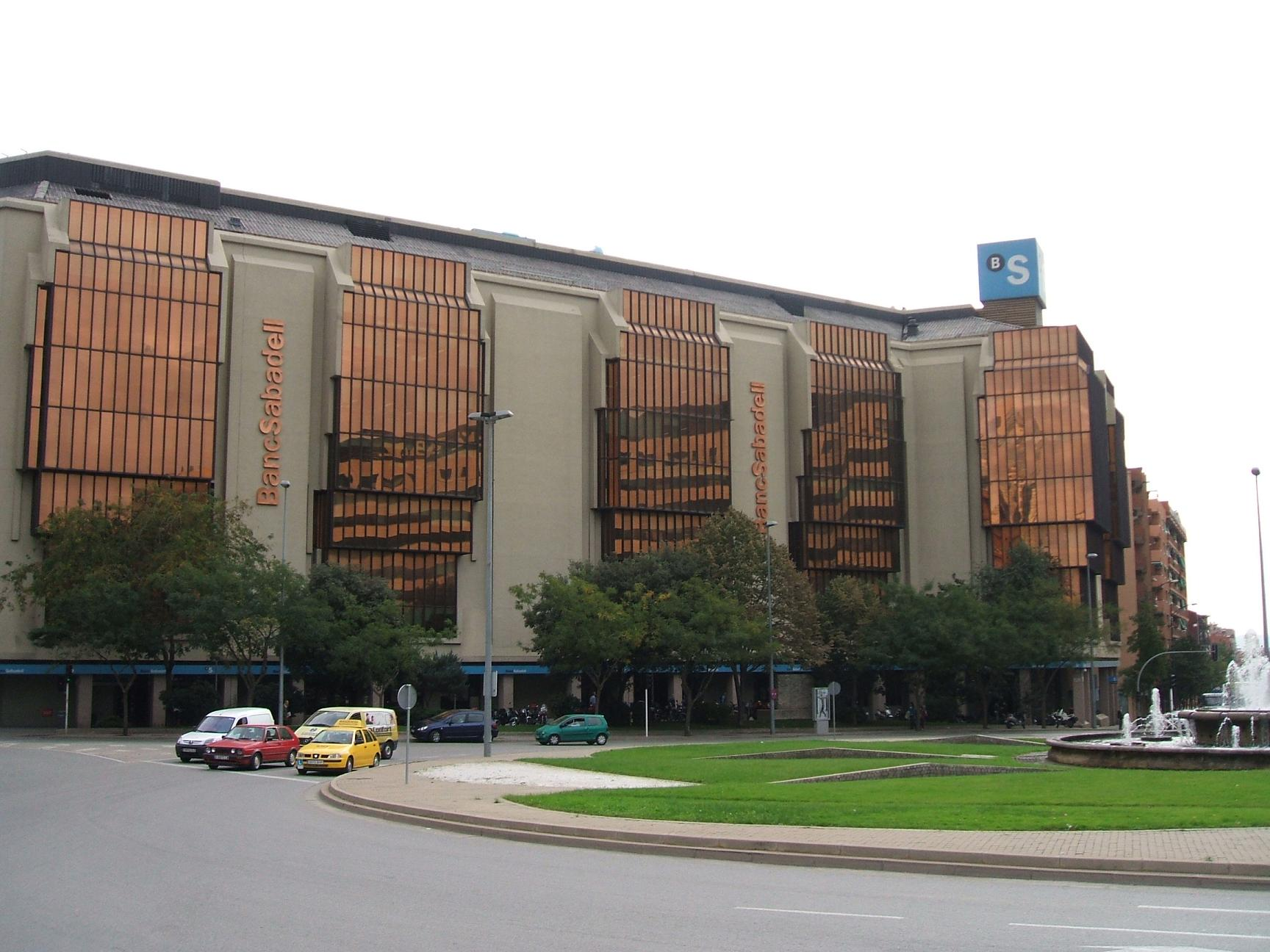
دفتر مرکزی بانکو سابادل، در شهر سابادل، اسپانیا

بانکو سابادل (به اسپانیایی: Banco Sabadell) گروه بانکداری اسپانیایی است، که چهارمین بانک خصوصی در اسپانیا به‌شمار می‌رود. این گروه مالک چندین شرکت تابعه و زیرمجموعه می‌باشد، که طیف وسیعی از خدمات مالی، سرمایه‌گذاری و خدمات مرتبط با بانکداری را ارائه می‌کنند.
بانک سابادل متخصص در ارائه خدمات بانکداری تجاری به شرکت‌ها و اشخاص حقوقی است. این بانک مالک شبکه‌ای از ۱٬۳۸۷ شعبه می‌باشد، که بیش از ۱۰٬۶۹۹ کارمند در سرتاسر جهان در آن اشتغال دارند.
شعبه مرکزی بانکو سابادل در شهر سابادل، استان بارسلون در منطقه خودمختار کاتالونیا و در کشور اسپانیا مستقر می‌باشد.